# Clarens (Vaud)
Pour les articles homonymes, voir Clarens.
Clarens est une localité de la commune de Montreux en Suisse située sur la Riviera vaudoise, au bord du lac Léman et sur les contreforts des Préalpes fribourgeoises.

## Toponymie
Clarens, anciennement Clareyns, provient d'un anthroponyme germanique dérivé du latin clarus (clair),.
La localité se nomme Chlyèrin en patois vaudois.

## Population

### Gentilé
Les habitants de la localité se nomment les Clarensiens.

## Histoire
Faisant partie à l'origine d'une métralie avec Tavel et Planchamp, le village de Clarens est fondé à la fin du XIIIe siècle par Girard d'Oron, seigneur du Châtelard.
Le village voit sa notoriété bondir au XVIIIe siècle à la suite de la publication du roman épistolaire Julie ou la Nouvelle Héloïse de Jean-Jacques Rousseau et devient un lieu d'attraction touristique,. Lors de son voyage en Suisse en 1816, le poète britannique lord Byron fait halte à Clarens et en fait mention dans son Epistle to Augusta. Le village de Clarens devient alors un lieu prisé du tourisme et voit de nombreux hôtels s'y construire, parmi lesquels l'hôtel des Crêtes et l'hôtel du Châtelard (aujourd'hui démoli),,.
Le 12 juillet 1922, un orage d'une extrême violence a éclaté sur la région. Une colonne d'eau et de grêle, venant du nord-ouest, soit des Pléiades, passa sur Villars et descendit vers le lac, par-dessus Chernex et Clarens. De 9 heures 30 du matin, et pendant deux heures, il est tombé 91 mm d'eau, soit 91 litres par mètre carré. Un torrent de boue de 40 cm, venant des vignes situées sous le Châtelard, passa par-dessus le mur du cimetière de Muraz, et se déversa sous le pont ferroviaire vers le "Petit Clos", et se partagea en deux bras, dont l'un atteignit le lac en passant par la route cantonale qu'il recouvrit sur une partie, de 70 cm de terre, de pierre et de gravier. Des vignes furent également détruites par la grêle.
Anciennement rattachée à la commune du Châtelard, la localité intègre la commune de Montreux à la suite de la fusion de 1962,.

## Patrimoine bâti
- Château du Châtelard (Vaud)
- Château des Crêtes
- Villa Salagnon sur l'île de Salagnon
- Villas Dubochet
- Villa Karma
- L’église catholique romaine de Sainte-Thérèse (avenue Alexandre Vinet 34) a été bâtie de 1959-1962 par l’architecte suisse Pierre Dumas 46° 26′ 31″ N, 6° 53′ 35″ E[13].
- Château Beau-Cèdre (1894-1895) œuvre de jeunesse de l'architecte Eugène Jost[14].

## Personnages célèbres
- Piotr Ilitch Tchaïkovski y a écrit son Concerto pour violon en ré majeur op. 35 en mars et avril 1878.
- Le compositeur russe Igor Stravinsky y a écrit les ballets Le Sacre du printemps (1913) et Pulcinella (1919).
- Paul Kruger, le héros de la guerre des Boers en Afrique du Sud, a résidé dans une villa Dubochet et y est décédé (no 17). Une petite ville sud-africaine a été nommée Clarens en souvenir.
- Le géographe et anarchiste français Élisée Reclus a résidé à Clarens.
- Le peintre paysagiste et portraitiste suisse Karl Christian Wymann Mory est mort à Clarens en 1898.
- Le prêtre, compositeur et chef de chœur suisse Joseph Bovet, auteur du Vieux Chalet notamment, est mort à Clarens en 1951.
- L'économiste français Léon Walras, principal théoricien de l'école d'économie néo-classique, y a vécu les dernières années de sa vie.
- La comédienne Marthe Keller, y réside.

## Cimetière
Le cimetière de Clarens est le lieu de sépulture de nombreuses personnalités, parmi lesquelles :
- L'écrivain et philosophe suisse Henri-Frédéric Amiel.
- Le chef de chœur et compositeur suisse Carlo Boller.
- L'acteur et réalisateur britannique Sydney Chaplin, demi-frère de Charlie Chaplin.
- L'écrivain et éditeur suisse Henri Debluë.
- Le parolier et compositeur français Hubert Giraud.
- La pianiste française Madeleine Jaeger.
- Le peintre autrichien Oskar Kokoschka.
- L'écrivain russo-américain Vladimir Nabokov, son épouse Véra, et leur fils Dmitri[17].
- Le compositeur franco-roumain Horațiu Rădulescu.
- L'écrivain suisse Eugène Rambert.
- La soprano australienne Joan Sutherland.
- Le photographe allemand Horst Tappe.
- Le théologien et historien suisse Alexandre Vinet.
- L'économiste français Léon Walras.

## Galerie de photos

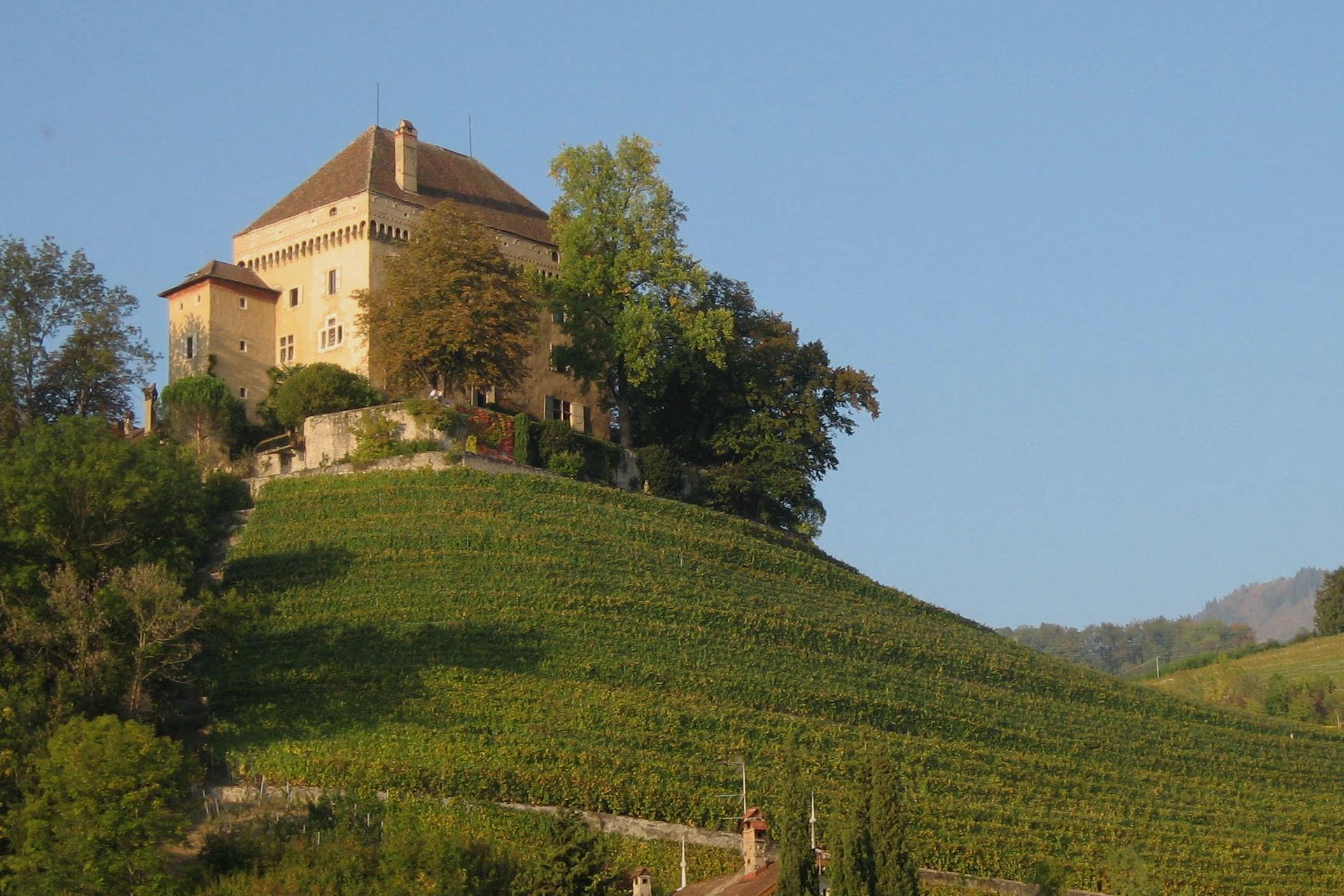
Château du Châtelard près de Clarens
Vue aérienne (1964)
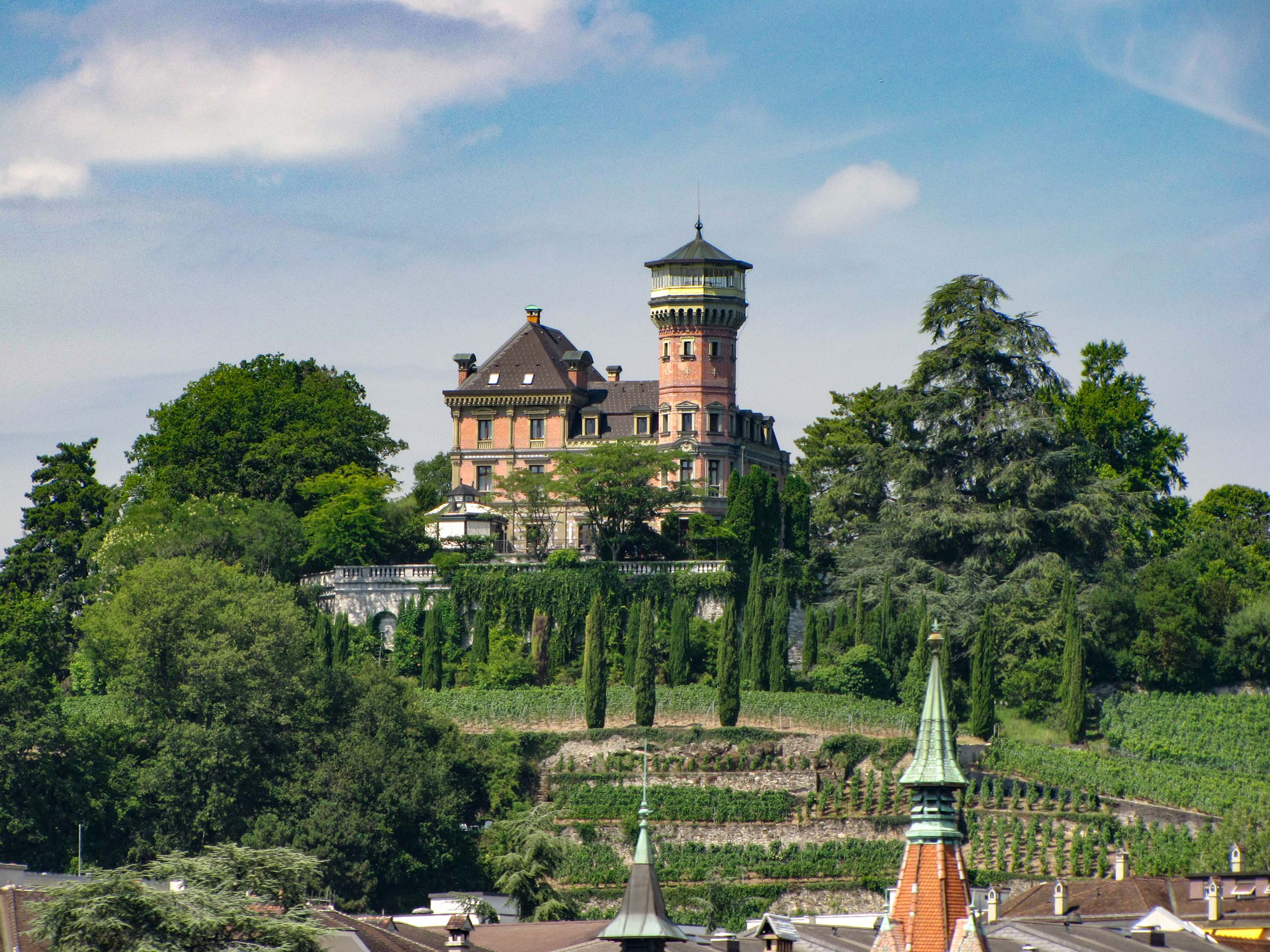
Château des Crêtes à Clarens
Dessin de J. L. Aberli, XVIIIe siècle